# Notelops
Notelops es un género extinto de peces actinopterigios prehistóricos. Fue descrito por Woodward en 1901.
Vivió en Brasil.